# Stodoranie
 (mars 2023).
Si vous disposez d'ouvrages ou d'articles de référence ou si vous connaissez des sites web de qualité traitant du thème abordé ici, merci de compléter l'article en donnant les références utiles à sa vérifiabilité et en les liant à la section « Notes et références ».
Les Stodoranie sont une tribu slave de l'époque médiévale, ayant vécu sur le bassin inférieur des rivières Spree et Havel. 
Les Stodoranie s'unirent aux autres peuples slaves, notamment les Vélètes, contre les Germains qui étendaient leur emprise sur l'Europe orientale.
En 983, Henri Ier de Germanie, roi de Francie orientale, conquit leur fief en prenant leur forteresse de Brenna, qui fut germanisée en Brandebourg dans la Germania Slavica lors de la colonisation germanique de l'Europe orientale (en allemand : Ostsiedlung).
En 1157, Albert Ier de Brandebourg, battit le prince Jaxa de Copnic et organisa le territoire en marche de Brandebourg.